# Чукальское сельское поселение (Большеигнатовский район)
Чукальское се́льское поселе́ние — муниципальное образование в Большеигнатовском районе Мордовии Российской Федерации.
Административный центр — село Чукалы.

## История
Статус и границы сельского поселения установлены Законом Республики Мордовия от 1 декабря 2004 года № 96-З «Об установлении границ муниципальных образований Большеигнатовского муниципального района, Большеигнатовского муниципального района и наделении их статусом сельского поселения и муниципального района».

## Население
| 2002 | 2010 | 2012 | 2013 | 2014 | 2015 | 2016 |
| ---- | ---- | ---- | ---- | ---- | ---- | ---- |
| 604  | ↘495 | ↘469 | ↘456 | ↘438 | ↘432 | ↘410 |
| 2017 | 2018 | 2019 | 2020 | 2021 |      |      |
| ↘390 | ↘366 | ↘352 | ↘343 | ↗355 |      |      |

## Состав сельского поселения
| № | Населённый пункт | Тип населённого пункта       | Население |
| - | ---------------- | ---------------------------- | --------- |
| 1 | Старые Селищи    | село                         | ↘240      |
| 2 | Чукалы           | село, административный центр | ↘255      |